# 渡辺武雄
渡辺 武雄（わたなべ たけお、1914年9月24日 - 2008年3月17日）は、日本の演出家、振付家。第二次世界大戦後、長く宝塚歌劇団で活動し、名誉理事となった。

## 経歴
台湾の台北市生まれ。
1933年、関西学院大学に入学して劇研究会に所属し、同期生であった高木史朗に紹介された白井鐵造の助言で、出口秀子に師事してバレエを学ぶ。
1938年、大学を中退して上京し、高木史朗に紹介された日劇ダンシングチームの振付家・益田隆の助手となり、1940年には東宝舞踊隊公演『燃ゆる大地・台湾』で、初めて本格的な演出を手がけた。
その後、活動の拠点を東京から大阪へ移し、大阪松竹少女歌劇団 (OSK) を経て、1946年に大阪・梅田劇場の東宝ダンシングチーム設立に参画するとともに、関西学院大学に復学して1949年に卒業した。
この間、1948年10月に宝塚歌劇団・雪組公演『アロハ・オエ』で、初めて宝塚の振付を担当し、以降、數多くの作品を手がけてから、1951年の星組公演『虞美人』で正式に宝塚歌劇団に入団した。
1958年4月に宝塚歌劇団内に日本郷土芸能研究会（後の郷土芸能研究会）が設けられると、その活動の中核を担い、そこから生まれた民俗舞踊シリーズの演出と振付を手がけた。特にシリーズ第4作、1961年8月の雪組公演『火の島』は、芸術祭賞大賞、レインボー賞、テアトロン賞を受賞した。
1991年には、勲四等瑞宝章を受章した。
2008年3月17日、肺炎のため死去。
2014年には、『宝塚歌劇の殿堂』最初の100人のひとりとして殿堂入りした。